# Гайлардия
Гайлардия (Gaillardia) е род сухоустойчиви многогодишни растения семейство Asteraceae, разпространен в Северна и Южна Америка. Родът е кръстен на френския магистрат от 18 век M. Gaillard de Charentonneau, който е покровител на ботаниката. Наричат се още и Цветя одеяло поради приликата на съцветието с ярко шарените одеяла, изготвяни от местното американско население.

## Описание
Тези растения имат жилави разклонени стъбла с копиевидни, линейни, базално разположени листа. Достигат на височина до 46 - 61 cm. Цъфтят през лятото. Цветовете са подобни на тези на маргаритка едно или двуцветни с бледожълт до червен или кафяв цвят.
Някои от видовете се използват за храна от ларвите на някои видове пеперуди като Schinia bina (храни се с G. pulchella), Schinia masoni (храни се с G. aristata) and Schinia volupia (храни се с G. pulchella).

## Видове
Северноамерикански видове
- Gaillardia aestivalis
  - Gaillardia aestivalis var. aestivalis
  - Gaillardia aestivalis var. flavovirens
  - Gaillardia aestivalis var. winkleri
- Gaillardia amblyodon
- Gaillardia aristata
- Gaillardia arizonica
  - Gaillardia arizonica var. arizonica
  - Gaillardia arizonica var. pringlei
- Gaillardia coahuilensis
- Gaillardia flava
- Gaillardia x grandiflora [G. aristata × G. pulchella]
- Gaillardia multiceps
  - Gaillardia multiceps var. microcephala
  - Gaillardia multiceps var. multiceps
- Gaillardia parryi
- Gaillardia pinnatifida
  - Gaillardia pinnatifida var. linearis
  - Gaillardia pinnatifida var. pinnatifida
- Gaillardia pulchella
  - Gaillardia pulchella var. australis
  - Gaillardia pulchella var. picta
  - Gaillardia pulchella var. pulchella
- Gaillardia spathulata
- Gaillardia suavis

Южноамерикански видове
- Gaillardia cabrerae
- Gaillardia megapotamica
  - Gaillardia megapotamica var. radiata
  - Gaillardia megapotamica var. scabiosoides
- Gaillardia tontalensis